# Chile na Zimowych Igrzyskach Olimpijskich 1960
Chile na Zimowych Igrzyskach Olimpijskich 1960 reprezentowało pięcioro zawodników – tylko mężczyzn. Wszyscy wystartowali w narciarstwie alpejskim.
Był to czwarty start reprezentacji Chile na zimowych igrzyskach olimpijskich.
Mężczyźni
- Francisco Cortes
  - zjazd – 31. miejsce
  - gigant slalom – 46. miejsce
  - slalom – nie ukończył

- Vicente Vera
  - zjazd – 32. miejsce
  - gigant slalom – 38. miejsce
  - slalom – nie ukończył

- Hernán Boher
  - zjazd – 38. miejsce
  - gigant slalom – 56. miejsce
  - slalom – 28. miejsce

- Victor Tagle
  - zjazd – 39. miejsce
  - gigant slalom – nie ukończył
  - slalom – nie ukończył

- Mario Vera
  - gigant slalom – 36. miejsce